# 亞利尼夫卡 (切爾沃諾阿爾米西克區)
50°23′39″N 28°21′38″E / 50.39417°N 28.36056°E
亞利尼夫卡（烏克蘭語：Ялинівка）是烏克蘭北部的村莊，隸屬日托米爾州的日托米爾區。該村面積1.66平方公里，2001年人口331，人口密度每平方公里199.52人。